# Dora Ratjenová
Hermann (Heinz) Ratjen (20. listopadu 1918, Weyhe u Brém – 22. dubna 2008) byl německý sportovec, který se zúčastnil letních olympijských her v Berlíně v roce 1936 jako žena – Dora Ratjenová.

## Sportovní dráha
Ve skoku do výšky žen se na olympiádě umístil na 4. místě. V roce 1938 na mistrovství Evropy ve Vídni dokonce vytvořil nový ženský světový rekord (který byl po odhalení podvodu anulován). V Německu byl vyřazen z řad sportovců už v roce 1938, veřejně známým se podvod stal až po válce. Podle Ratjenovy výpovědi byl k podvodu přinucen organizací Hitlerjugend. Hermann Ratjen byl patrně hermafrodit. O jeho pozdějším životě není příliš známo.